# Лула
Лула је предмет који служи за пушење дувана. Пушење дувана помоћу луле било је познато још у његовој прапостојбини — Америци. У Европи је пушење луле било најраспрострањенији начин коришћења дувана до друге половине 19. века, када су преовладале цигарете. Луле су често поред основне намене биле и веома богато украшене и служиле су као статусни симбол, предмет колекционарства богатијих људи. Лула се састоји од 3 главна дела: главе, врата и усника. Као алтернатива прављењу џоинта, марихуана се може пушити и у лули.

## Галерија
- Дрвене луле Пољопривредни музеј у Кулпину
- Порцеланске и глинене луле
- Лула из средине 19. века, Мужља, Народни музеј Зрењанин
- Лула из 19. века, Банат, Народни музеј Зрењанин